# La Gràcia de Dieu
La Gràcia de Dieu (francès Lagrâce-Dieu) és un municipi francès del departament de l'Alta Garona, a la regió Occitània.